# Маркус Гайц
Маркус Гайц (також Маркус Хайц; нім. Markus Heitz; нар. 10 жовтня 1971, Гомбург) — німецький письменник-фантаст. Мешкає в Цвайбрюккені.

## Біографія
У 1991 році закінчив приватну католицьку школу «Gymnasium Johanneum» в Гомбурзі, потім відслужив в армії. У 2000 році закінчив університет, отримавши диплом з німецької філології та викладання історії. Потім працював позаштатним журналістом в газеті «Saarbrücker Zeitung». У 2002 році випустив свій перший роман «Тіні над Ульдартом».

## Твори
- Цикл «Гноми»:
  - «Гноми» (нім. Die Zwerge, 2003),
  - «Війна гномів» (нім. Der Krieg der Zwerge, 2004),
  - «Помста гномів» (нім. Die Rache der Zwerge, 2005),
  - «Доля гномів» (нім. Das Schicksal der Zwerge, 2008),
  - «Тріумф гномів» (нім. Der Triumph der Zwerge, 2015);
- Цикл «Легенди альвів» (нім. Die Legenden der Albae):
  - «Праведний гнів» (нім. Gerechter Zorn, 2009),
  - «Нищівна ненависть» (нім. Vernichtender Hass, 2011),
  - «Темні стежки» (нім. Dunkle Pfade, 2012),
  - «Забуті письмена» (нім. Die Vergessenen Schriften, 2014),
  - «Бурхливий шторм» (нім. Tobender Sturm, 2013);
- «Онір: Смертний проклін» (нім. Oneiros – Tödlicher Fluch, 2012);
- Цикл «Ульдарт» (нім. Ulldart):
  - Серія «Темна година» (нім. Ulldart: Die Dunkle Zeit):
    - «Тіні над Ульдартом» (нім. Die Dunkle Zeit 1 – Schatten über Ulldart, 2002),
    - «Орден Меча» (нім. Die Dunkle Zeit 2 – Der Orden der Schwerter, 2002),
    - «Знак темного бога» (нім. Die Dunkle Zeit 3 – Das Zeichen des dunklen Gottes, 2002),
    - «Під очима Тцуланса» (нім. Die Dunkle Zeit 4 – Unter den Augen Tzulans, 2003),
    - «Чари володаря» (нім. Die Dunkle Zeit 5 – Die Magie des Herrschers, 2005),
    - «Джерела злого» (нім. Die Dunkle Zeit 6 – Die Quellen des Bösen, 2005);

  - Серія «Час нового» (нім. Ulldart: Die Zeit des Neuen):
    - «Оманливий світ» (нім. Zeit des Neuen 1 – Trügerischer Friede, 2005),
    - «Палаючий континент» (нім. Zeit des Neuen 2 – Brennende Kontinente, 2006),
    - «Тужливий спадок» (нім. Zeit des Neuen 3 – Fatales Vermächtnis, 2007);
- Цикл «Сила вогню» (нім. Die Mächte des Feuers):
  - «Сила вогню» (нім. Die Mächte des Feuers, 2006),
  - «Імператор-дракон» (нім. Drachenkaiser, 2010);
- Цикл «Темна напруга» (нім. Dunkle Spannung):
  - Серія «Звір» (нім. Dunkle Spannung: Die Bestie):
    - «Обряд» (нім. Ritus, 2006),
    - «Святая святих» (нім. Sanctum, 2006);

  - Серія «Діти Юди» (нім. Dunkle Spannung: Kinder des Judas):
    - «Діти Юди» (нім. Kinder des Judas, 2007),
    - «Юдич» (нім. Judassohn, 2010),
    - «Юдівна» (нім. Judastöchter, 2010);

  - «Портали крові» (нім. Dunkle Spannung: Blutportale, 2008);
- Цикл «Напруга» (нім. Spannung):
  - «Мертвий погляд» (нім. Spannung: Totenblick, 2013),
  - «Екскарнація — Війна старих душ» (нім. Spannung: Exkarnation – Krieg der alten Seelen, 2014);
- Цикл «Поборники» (англ. Justifiers):
  - «Колекціонер» (англ. Collector, 2010),
  - «Колекціонер: Операція „Vade retro[ru]“» (англ. Collector – Operation Vade Retro, 2013);
- Цикл «Shadowrun»:
  - «TAKC 3000» (2002),
  - «Божі ангели» (нім. Gottes Engel, 2002),
  - «Вічність» (лат. Aeternitas, 2003),
  - «Буревісник» (нім. Sturmvogel, 2004),
  - «05:58» (2004),
  - «Кожна ставка» (нім. Jede Wette, 2005),
  - «Тіньовий мисливець» (нім. Schattenjäger, 2006),
  - «Тіньовий бігун» (нім. Schattenläufer 2007).

## Адаптації творів
Наразі перебуває в розробці рольова відеогра «The Dwarves» (укр. Гноми), що базується на однойменному романі «Die Zwerge».